# Bielsk Podlaski (plaats)
Bielsk Podlaski is een stad in het Poolse woiwodschap Podlachië, gelegen in de powiat Bielski. De oppervlakte bedraagt 26,88 km², het inwonertal 26.894 (2005).

## Verkeer en vervoer
- Station Bielsk Podlaski